# سباستین لارسیه
سباستین لارسیه (انگلیسی: Sébastien Larcier؛ زادهٔ ۲۹ اوت ۱۹۷۷) بازیکن فوتبال اهل فرانسه است.
از باشگاه‌هایی که در آن بازی کرده‌است می‌توان به باشگاه فوتبال دیژون اشاره کرد.